# Iver Hexeberg
Iver Hexeberg (geboren am 12. Juli 2000) ist ein norwegischer Telemarker.
Hexeberg nahm an der Telemark-Juniorenweltmeisterschaft 2017 in Rjukan teil. Dort belegte er die Ränge 17 im Classic und 31 im Sprint. An demselben Wochenende gab er in einem Parallelsprint an gleicher Stelle sein Debüt im Telemark-Weltcup, schied jedoch in der ersten Runde aus. In der folgenden Saison startete er regelmäßig in dieser Wettbewerbsserie und erreichte mit 21 Wertungspunkten den 59. Rang im Gesamtweltcup. Bei der Juniorenweltmeisterschaft 2018 in Mürren war ein neunter Platz im Classicwettkampf sein bestes Resultat.
| Saison  | Gesamt | Gesamt | Classic | Classic | Classic Sprint | Classic Sprint | Parallelsprint | Parallelsprint | Riesenslalom | Riesenslalom |
| Saison  | Platz  | Punkte | Platz   | Punkte  | Platz          | Punkte         | Platz          | Punkte         | Platz        | Punkte       |
| ------- | ------ | ------ | ------- | ------- | -------------- | -------------- | -------------- | -------------- | ------------ | ------------ |
| 2016/17 | 61.    | 05     | –       | –       | –              | –              | 53.            | 05             | –            | –            |
| 2017/18 | 59.    | 21     | –       | –       | 61.            | 06             | 39.            | 15             | –            | –            |